# Fubar (série télévisée)
Pour les articles homonymes, voir Fubar (homonymie).
Production
Diffusion
FUBAR est une série télévisée américaine créée par Nick Santora et diffusée depuis le 25 mai 2023 sur Netflix.
Elle met en scène Arnold Schwarzenegger dans le rôle principal, une première dans la filmographie de l'acteur en ce qui concerne les séries télévisées.

## Synopsis
Luke et sa fille Emma se sont menti pendant des années et ignorent qu'ils travaillent tous deux pour la CIA. Une fois qu'ils apprennent tous les deux la vérité, ils réalisent qu'ils ne savent rien l'un de l'autre. Ensemble, ils vont partir en mission à l'étranger.

## Distribution

### Acteurs principaux
- Arnold Schwarzenegger (VF : Thierry Hancisse) : Luke Brunner
- Monica Barbaro (VF : Alice Taurand) : Emma Brunner
- Gabriel Luna (VF : Laurent Maurel) : Boro
- Adam Pally (VF : Xavier Fagnon) : The Great Dane
- Jay Baruchel (VF : Donald Reignoux) : Carter
- Fabiana Udenio (VF : Sylvie Jacob) : Tally Brunner
- Travis Van Winkle (VF : Damien Ferrette) : Aldon
- Fortune Feimster (VF : Nathalie Homs) : Ruth
- Aparna Brielle (VF : Garance Thénault) : Tina
- Barbara Eve Harris (VF : Virginie Emane) : Dot
- Milan Carter (VF : Mike Fédée) : Barry

### Acteurs récurrents
- Scott Thompson (VF : Pascal Germain) : Dr Louis Pfeffer
- David Chinchilla : Cain Khan
- Stephanie Sy (VF : Amélie Porteu de la Morandière) : Sandy
- Rachel Lynch : Romi
- Andy Buckley (VF : Éric Legrand) (1re voix) : Donnie
- Devon Bostick (VF : Augustin Bonhomme) : Oscar Brunner
- Carrie-Anne Moss (VF : Marjorie Frantz) : Greta Nelso
- Guy Burnet : Theodore Chips (saison 2).

### Invités
- Jesse Camacho : Shawn de Twinning Formula (3 épisodes)
- Jonathan Koensgen : Travis de Twinning Formula (3 épisodes)
- Christian Bako (VF : Swan Demarsan) : Dr Karl Novac (3 épisodes)
- Adam Pally : le grand Dane (2 épisodes)
- Danielle Coey : Anya (saison 1, épisode 3)
- Dustin Milligan (VF : Axel Kiener) : Kyle (saison 1, épisode 5)
- Tom Arnold : Norm Carlson (saison 1, épisode 5)
- Avaah Blackwell : Diana (saison 1, épisode 5)
- Aleks Paunovic (en) : Anton (saison 1, épisode 6)

## Production

### Développement
En août 2020, il est annoncé que Skydance Television développe une série télévisée d'espionnage avec Arnold Schwarzenegger.
En mai 2021, le projet est ensuite acquis par Netflix, qui commande huit épisodes.
En janvier 2022, les titres Utap et FUBAR sont alors évoqués,.
En mai 2022, Phil Abraham est annoncé comme réalisateur de l'épisode pilote.
En septembre 2022, il est annoncé que le titre de la série sera FUBAR, acronyme de Fucked Up Beyond All Repair/Recognition.
Le 17 juin 2023, la série est renouvelée pour une deuxième saison.
En août 2025, la série est annulée par Netflix après 2 saisons.

### Attribution des rôles
Peu de temps après l'annonce du projet de série avec Arnold Schwarzenegger, Monica Barbaro est annoncée dans le rôle de sa fille.
En avril 2022, le reste de la distribution est annoncé : Travis Van Winkle, Gabriel Luna, Fortune Feimster, Jay Baruchel, Milan Carter.
En juillet 2022, Adam Pally est annoncé dans un rôle récurrent.

### Tournage
Le tournage débute en avril 2022 à Anvers, notamment sur la Grand-Place,.
Quelques scènes sont filmées à Toronto.

## Épisodes

### Première saison (2023)
1. La Fille de son père (Take Your Daughter to Work Day)
2. L'Opération train-train (Stole Train)
3. L'Appât (Honeyplot)
4. Le Grand Méchant Danois (Armed & Dane-gerous)
5. La Substantifique moelle (Here Today, Gone To-Marrow)
6. Un vrai coup de poker (Royally Flushed)
7. Cul sec (Urine Luck)
8. Rien d'autre à ajouter (That's It and That's All)

### Deuxième saison (2025)
La deuxième saison est annoncée pour le 12 juin 2025.
1. La Mégafête à la maison (Fullest House)
2. Vraiment re-Greta-ble (Highly Re-Greta-Ble)
3. Un tango explosif (Tango and Smash)
4. L'odyssée de l'espace (Astro-Not)
5. En plein trip dans l'abysse (Trippin' the Abyss)
6. La pizza-pocalypse (Penny Possum's Pizzapocalypse)
7. Un barrage contre la terroriste inconnu (Dam It)
8. Bons baisers de... (Let's Twist Again)